# Spawęki skorpionokształtne
Spawęki skorpionokształtne (Camarostomata, Uropygi sensu lato) – takson pajęczaków obejmujący biczykoodwłokowce (Thelyphonida) i rozłupnogłowce (Schizomida).

## Taksonomia
Monofiletyzm kladu obejmującego Thelyphonida i Schizomida potwierdzają liczne prace filogenetyczne, w tym G. Giribeta z 2002 roku i J.W. Schultza z 2007 roku. Klad ten bywa klasyfikowany w randze rzędu lub wyższej. Stanowi grupę siostrzaną dla tępoodwłokowców, tworząc z nimi spawęki, lub dla kladu Labellata (tępoodwłokowce + pająki) tworząc z nim klad Tetrapulmonata.

## Opis
Biczykoodwłokowce i rozłupnogłowce mają wiele cech wspólnych. Ich odnóża pierwszej pary mają wydłużone rzepki i po dwa trichobotria na goleniach. Na goleniach pozostałych odnóży krocznych występuje po jednym trichobotrium. Nogogłaszczki są chwytne i mają zlane biodra. Ciało składa się z prosomy i opistosomy. Ta ostatnia złożona jest z 12 segmentów, z których pierwszy stanowi łącznik, a ostatni zaopatrzony jest w różnie wykształcone flagellum. Przedstawiciele obu rzędów przejawiają również podobne, złożone zachowanie godowe. Samce siłują się z samicami, by naprowadzić je na złożony na podłożu spermatofor i nakłonić je do jego podjęcia.
Należy tu około 350 opisanych gatunków.